# Kiowa (Kansas)
Kiowa es una ciudad ubicada en el condado de Barber en el estado estadounidense de Kansas. En el año 2010 tenía una población de 1026 habitantes y una densidad poblacional de 380 personas por km².

## Geografía
Kiowa se encuentra ubicada en las coordenadas 37°1′3″N 98°29′5″O / 37.01750, -98.48472 (37.017520, -98.484721).

## Demografía
Según la Oficina del Censo en 2000 los ingresos medios por hogar en la localidad eran de $31,141 y los ingresos medios por familia eran $41,806. Los hombres tenían unos ingresos medios de $31,667 frente a los $21,083 para las mujeres. La renta per cápita para la localidad era de $16,670. Alrededor del 14.2% de la población estaban por debajo del umbral de pobreza.